# Militärprostitution

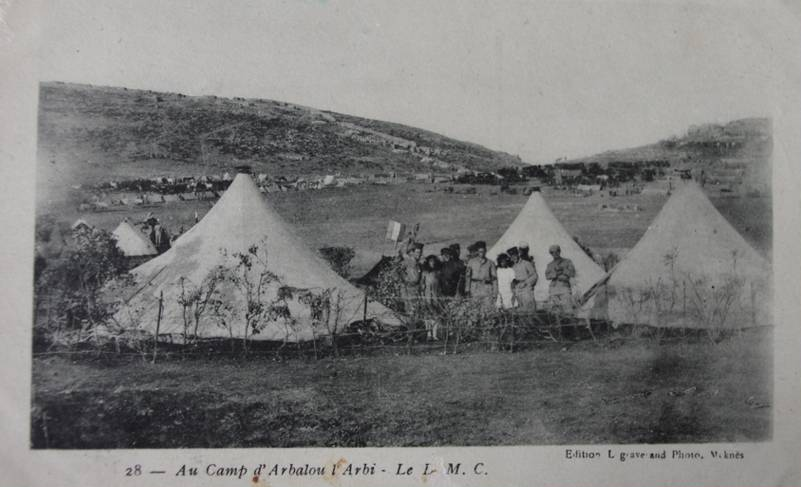
Französisches Feldbordell (Bordel militaire de campagne), Marokko, 1922

Militärprostitution ist Prostitution im Kontext mit dem Militärwesen in Friedenszeiten und im Krieg.

## Geschichte
In der Militärgeschichte erstreckt sich die Prostitution über Tross- und Lagerhuren des Mittelalters bis hin zu den Militärbordellen der Neuzeit.

### 20. Jahrhundert
Seit den militärischen Expansionen Japans von 1904 bis 1920 wurden für die dort stationierten japanischen Soldaten der Kaiserlich Japanischen Armee japanische Frauen als Prostituierte ins Ausland verkauft; man geht von etwa 100.000 betroffenen Frauen aus.
Frankreich betrieb vom Ersten Weltkrieg bis zum Indochinakrieg regelmäßig militärische Bordelle, die Bordel militaire de campagne, danach nur mehr an ausgewählten Standorten der Fremdenlegion. 
Auch die Frontsoldaten der Streitkräfte von Österreich-Ungarn und die des Deutschen Heeres nahmen die gewerbliche Prostitution in Anspruch. Der käufliche Sex an der Front erfolgte auf österreichisch-deutscher Seite in für Soldaten und Offiziere getrennten Bordellen, die von Militärärzten kontrolliert und teilweise vom Militär selbst betrieben wurden.

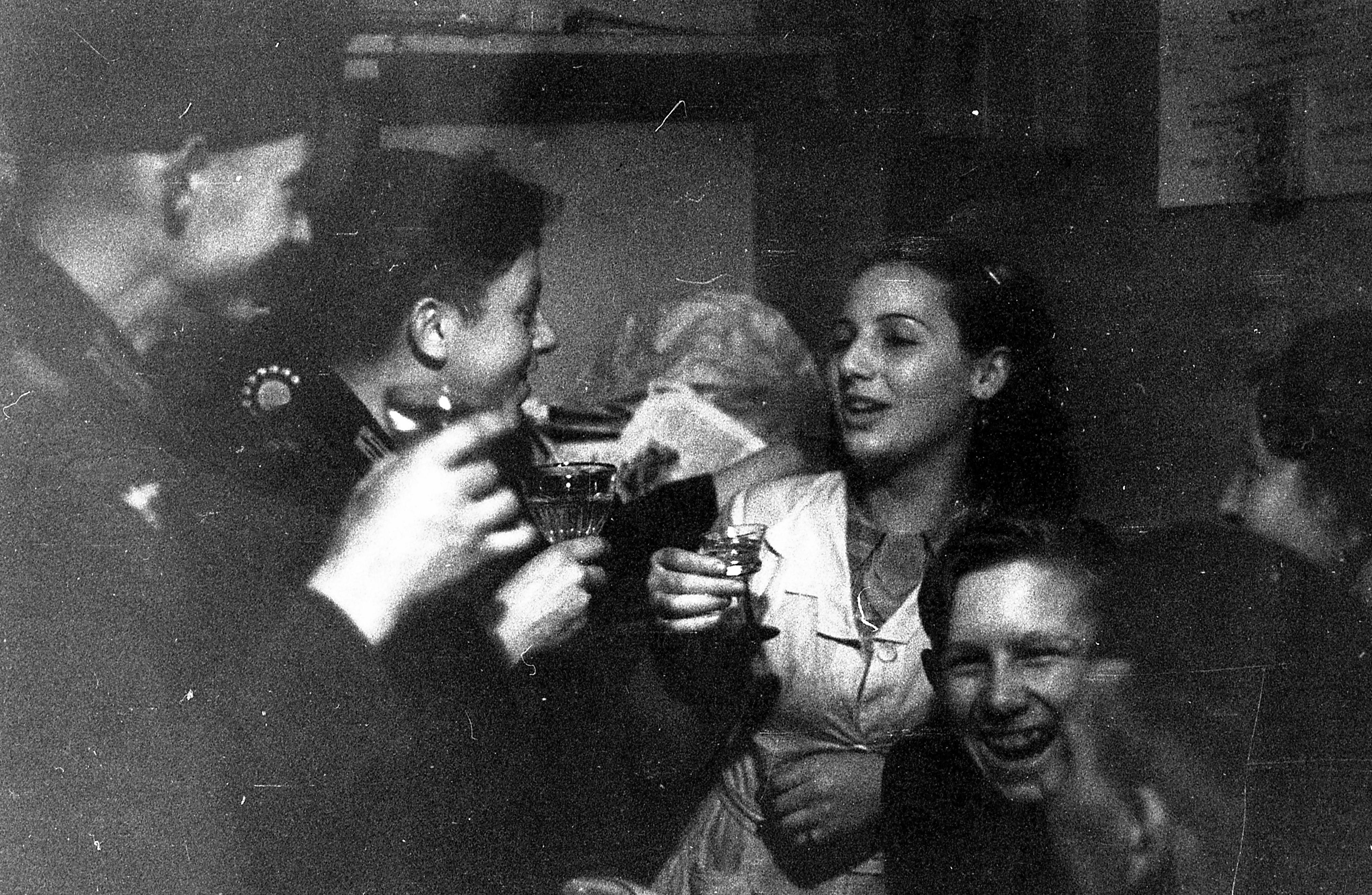
Soldatenbordell, Brest, 1940

Während des Zweiten Weltkriegs richtete die deutsche Wehrmacht unter Generalfeldmarschall Walther von Brauchitsch ab Sommer 1940 in den besetzten Gebieten rund 500 Wehrmachtsbordelle ein, unter anderem in Frankreich, Polen, Italien und Norwegen. Lothar-Günther Buchheim beschrieb seine Eindrücke aus Brest: „Wenn ein Dickschiff eingelaufen war, blieben die Nutten zwischen den Nummern einfach liegen.“ Für die deutschen Soldaten gab es eine Desinfektionsspritze in die Harnröhre. Es galt: „Nur das von der Truppenführung freigegebene Bordell darfst Du besuchen. Benutze stets ein Kondom (Gummischutz) und lasse Dich nach dem Geschlechtsverkehr sanieren.“ Es gab auch Zwangsprostitution durch die deutsche Wehrmacht.
Das japanische Militär verschleppte etwa 200.000 Mädchen und Frauen im Alter von 11 bis 29 Jahren während des Zweiten Weltkriegs von 1937 bis 1945 aus ehemaligen Kolonien Japans, wie Korea und Taiwan und aus elf besetzten Ländern, wie China, den Philippinen und Indonesien, um sie als „Trostfrauen“ arbeiten zu lassen.
Während des Vietnamkriegs (1955 bis 1975) bestand Militärprostitution in den US-amerikanischen Stützpunkten auf den Philippinen und in Thailand.
Das letzte französische Militärbordell im Mutterland wurde 1978 in Calvi auf Korsika geschlossen. Das letzte Militärbordell auf französischem Territorium wurde 1995 in Kourou in Französisch-Guayana aufgelöst, nachdem sich ein lokaler brasilianischer Zuhälter über die staatliche Konkurrenz beschwert hatte. Im Fremdenlegionsstandort Dschibuti existierte ein vergleichbares Etablissement bis ins 21. Jahrhundert.

## Bedeutung
Militärprostitution ist in erster Linie darauf gerichtet, die Kampfmoral der Soldaten zu festigen und zu steigern. Durch den regulierten, institutionalisierten Zugang zu Geschlechtsverkehr in Militärbordellen sollen Desertionen, unkontrollierte sexuelle Feindkontakte, die Ansteckung der Soldaten mit Geschlechtskrankheiten, Homosexualität sowie die psychische Dekompensation verhindert werden.